# Branchinecta longiantenna
Branchinecta longiantenna је животињска врста класе Crustacea која припада реду Anostraca. 

## Угроженост
Ова врста се сматра угроженом.

## Распрострањење
Ареал врсте је ограничен на једну државу. 
Сједињене Америчке Државе су једино познато природно станиште врсте.

## Станиште
Станиште врсте су слатководна подручја. 